# San Nicolás (Buenos Aires)
Pour les articles homonymes, voir San Nicolás.
San Nicolás est un des quartiers de la ville de Buenos Aires, capitale de l'Argentine. Il est délimité par les avenues : Avenida Córdoba (au nord), Avenida Callao (à l'ouest), Avenida Rivadavia (au sud), Avenida La Rábida Norte et Avenida Eduardo Madero (à l'est).
Avec Monserrat, San Nicolás est le véritable centre de la mégapole de Buenos Aires et de la Nation argentine tout entière. À l'est de son territoire se trouve la City de Buenos Aires, centre économique et financier du pays. Le quartier borde au nord la fameuse Plaza de Mayo, donc la Casa Rosada, siège de l'exécutif argentin. On y trouve en outre le plus grand centre commercial du pays, la Calle Florida, la Cathédrale métropolitaine de Buenos Aires, le siège de la Cour Suprême argentine (Plaza Lavalle), l'Obélisque de Buenos Aires et bien d'autres monuments, sites et institutions emblématiques de la Nation.

## Galerie de photos

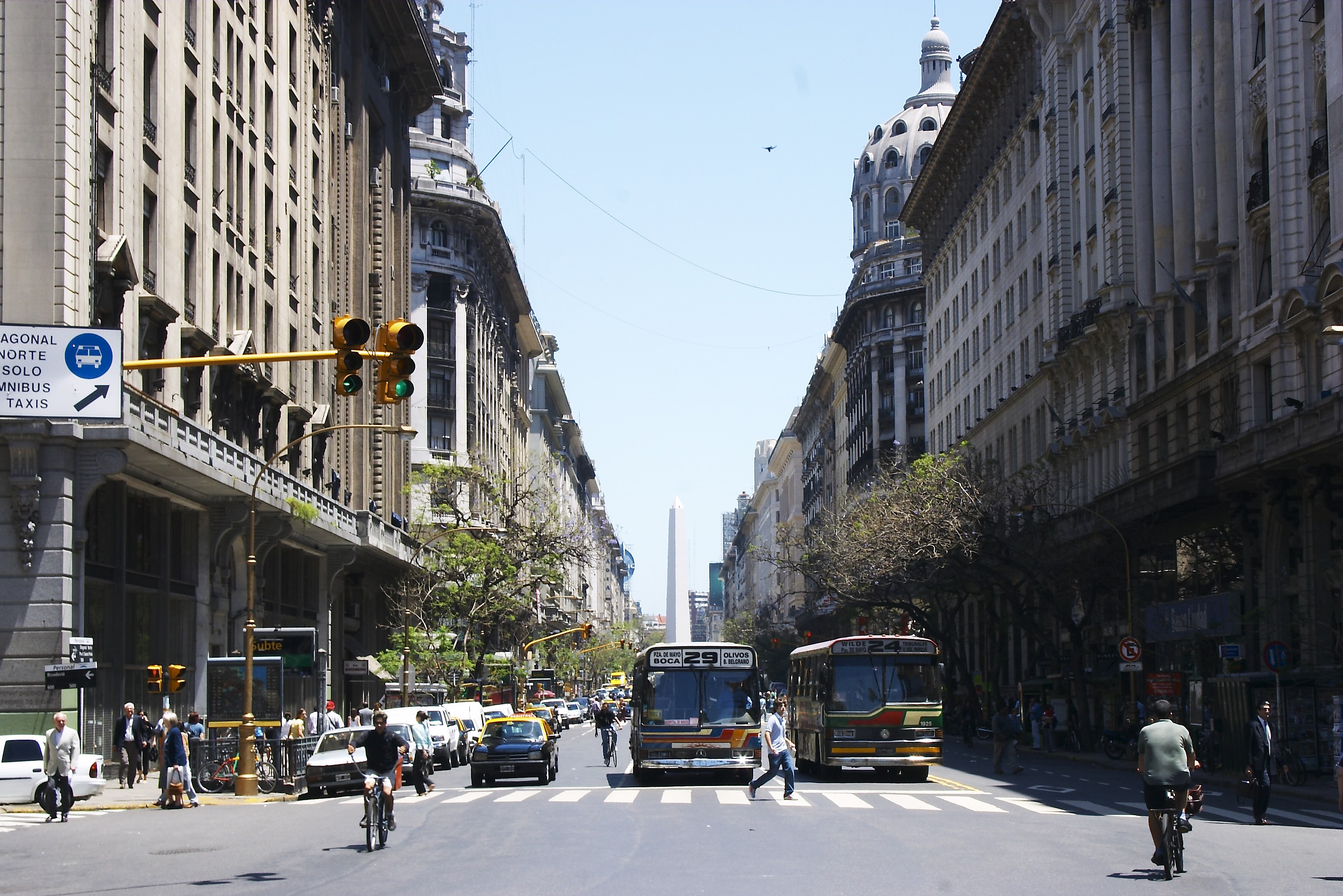
L'Avenida Roque Sáenz Peña, populairement connue sous le nom de Diagonal Norte va depuis la Plaza de Mayo jusqu'à  Plaza Lavalle, passant par la Plaza de la República, où se situe l'Obélisque.
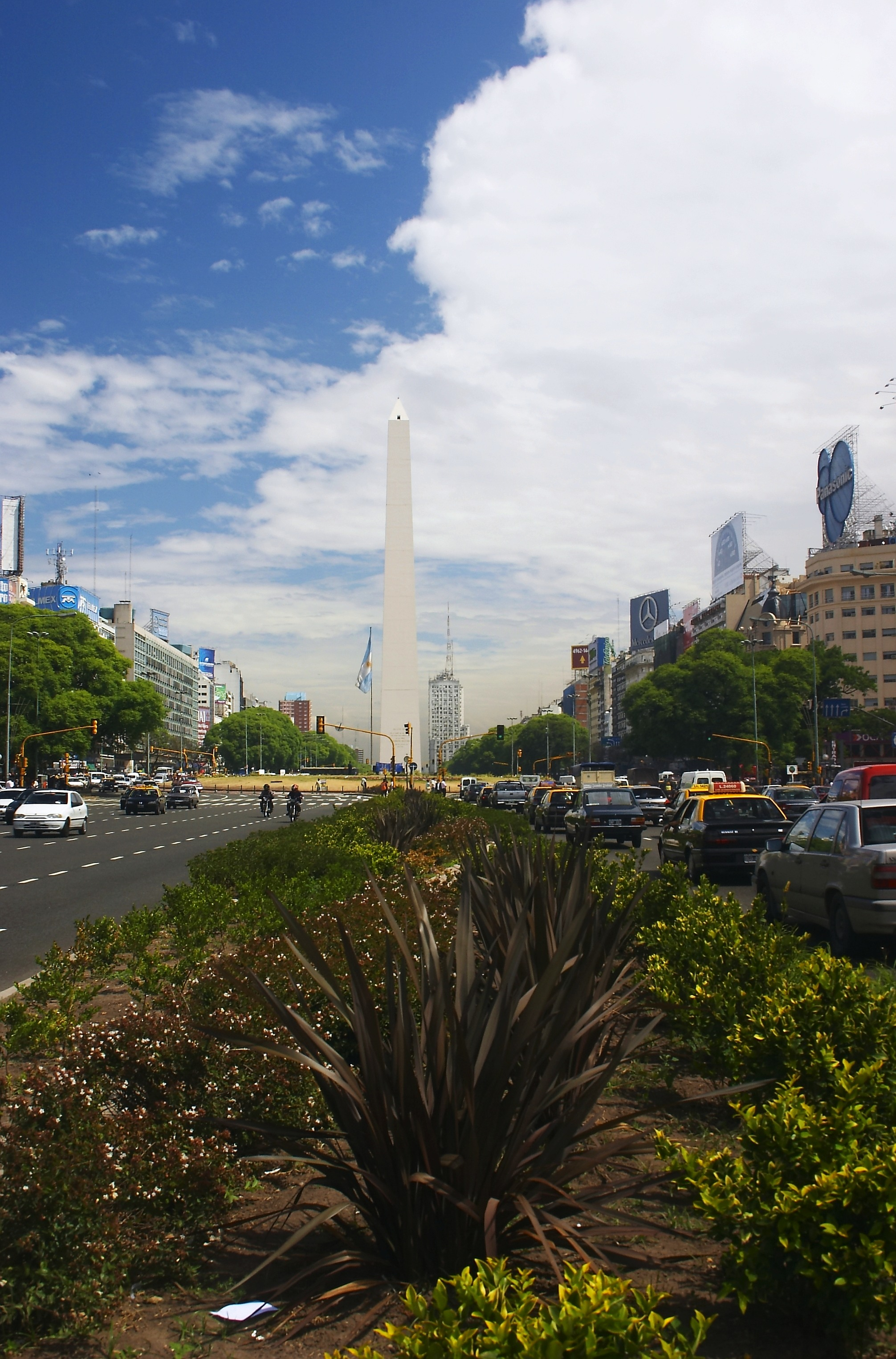
L'Obélisque, situé sur la large Avenida 9 de julio, se trouve aussi au centre du quartier San Nicolás.
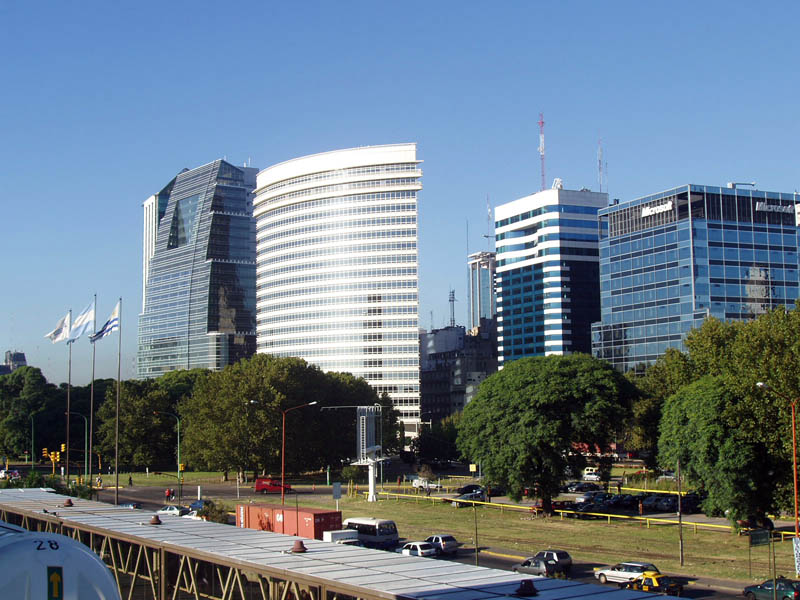
La zone est du quartier fait partie du district financier connu comme La City. Les édifices situés à gauche font partie de San Nicolás.
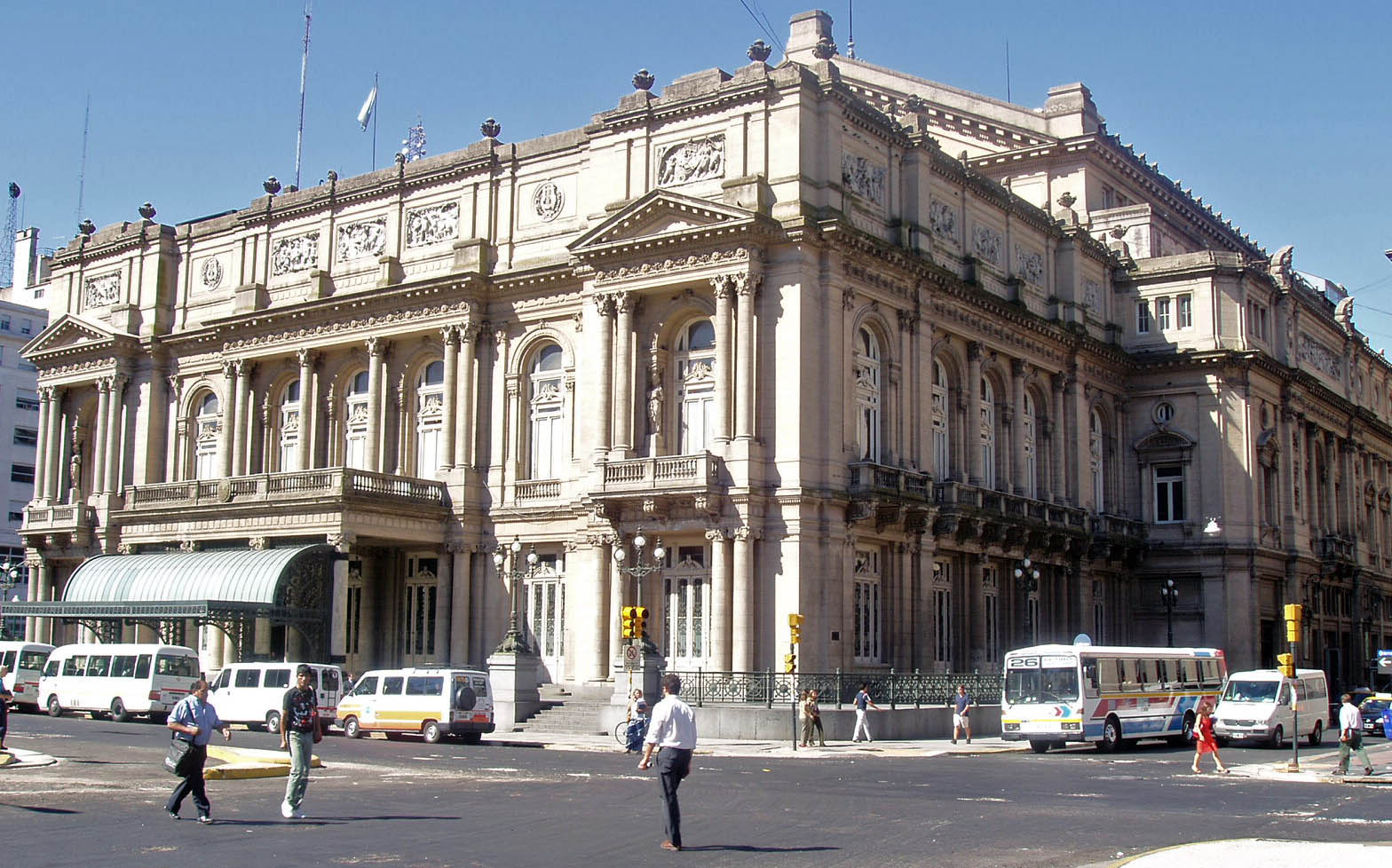
L'Opéra Teatro Colón, une des scènes lyriques les plus importantes au monde.

## Quelque chiffres
- Population en 2001 : 33 305 habitants.
- Superficie : 2,4 km2
- Densité : 13 877 hab / km2

Le jour du quartier de San Nicolás est le 23 août